# Wladimir Jelissejewitsch Lobanok
Wladimir Jelissejewitsch Lobanok (russisch Владимир Елисеевич Лобанок; * 20. Junijul. / 3. Juli 1907greg. in Ostrow, Ujesd Igumen, Gouvernement Minsk, Russisches Kaiserreich; † 4. November 1984 in Minsk, Weißrussische Sozialistische Sowjetrepublik) war ein sowjetischer Politiker der Kommunistischen Partei der Sowjetunion (KPdSU), der unter anderem zwischen 1976 und 1977 kommissarischer Vorsitzender des Präsidiums des Obersten Sowjets der Weißrussischen SSR war.

## Leben

### Zweiter Weltkrieg, Parteifunktionär
Wladimir Jelissejewitsch Lobanok, der 1930 Mitglied der Kommunistischen Partei der Sowjetunion (KPdSU) wurde, absolvierte ein Studium an der Weißrussischen Landwirtschaftsakademie und wurde nach deren Abschluss 1931 zuerst Agronom sowie später Assistent des Volkskommissars für Landwirtschaft der Weißrussischen SSR. 1933 wurde er Agrar- und Wirtschaftswissenschaftler in der Vertretung des sowjetischen Volkskommissariats für Landwirtschaftsgenossenschaften in der Weißrussischen SSR sowie 1934 Direktor einer Landwirtschaftshochschule, ehe er 1939 Direktor der Landwirtschaftshochschule in Smolensk. 1941 übernahm er den Posten als Erster Sekretär des Parteikomitees im Rajon Lepel und wurde zu Beginn des Deutsch-Sowjetischen Krieges 1941 auch damit beauftragt, die Widerstandsbewegung in den besetzten Gebieten aufzubauen. Zugleich wurde er 1942 Kommandeur der 68. Guerilla-Abteilung sowie Politkommissar der in der Rajon Tschaschniki eingesetzten Dubrowa-Guerillabrigade und 1943 auch Chef der Operationsgruppe im weißrussischen Hauptquartier der Guerillabewegung im Partisanengebiet im Rajon Lepel und Rajon Polazk.
Für seine herausragenden Verdienste und seinen Mut als Führer der Guerilla-Brigade im Kampf gegen die Truppen des faschistischen Deutschland wurde ihm durch ein Dekret des Obersten Sowjet der UdSSR der Titel Held der Sowjetunion verliehen. Im April 1944 leitete Lobanok die stärksten Angriffe gegen die größten feindseligen Bewegungen der deutschen Verbände, die mit 60.000 Soldaten den 18.000 Guerilla-Angehörigen zahlenmäßig weit überlegen waren. Zuletzt wurde er zum Oberst befördert. Nach der Befreiung Weißrusslands übernahm er zunehmend bedeutendere Funktionen in Staats- und Parteiführung wurde 1944 zuerst Vorsitzender des Exekutivkomitees des Obersten Sowjet des Rajon Polazk und war im Anschluss zwischen 1946 und 1948 Vorsitzender des Exekutivkomitees des Obersten Sowjet des Rajon Homel. Danach fungierte er zwischen 1948 und 1953 als Erster Sekretär des Parteikomitees der Palessia Oblast und war zwischen 1951 und 1955 erstmals Deputierter des Obersten Sowjet der Weißrussischen SSR. Er fungierte von 1954 bis 1956 als Vorsitzender des Exekutivkomitees des Obersten Sowjet der Gomelskaja Oblast und war, nachdem er 1956 ein Studium an der Parteihochschule der KPdSU in Moskau absolviert hatte, als Nachfolger von Nikita Petrowitsch Korotkin von 1956 bis zu seiner Ablösung durch Stanislaw Antonowitsch Pilotowitsch im Dezember 1962 Erster Sekretär des Parteikomitees der Witebskaja Oblast.
Wladimir Jelissejewitsch Lobanok, der vom XXII. bis zum XXV. Parteitagen der KPdSU zwischen 1961 und 1976 Mitglied der Zentralen Revisionskommission der KPdSU war, wurde 1962 Erster Stellvertretender Vorsitzender des Ministerrates der Weißrussischen SSR und bekleidete dieses Amt bis zu seiner Ablösung durch Wladimir Fedorowitsch Mizkewitsch 1974. Zugleich war er von 1963 bis zu seinem Tode wieder Deputierter des Obersten Sowjet der Weißrussischen SSR. Zuletzt war er zwischen 1974 und seinem Tode 1984 Erster Stellvertretender Vorsitzender des Präsidiums des Obersten Sowjets der Weißrussischen SSR und fungierte in dieser Zeit nach dem Tode von Fjodor Anissimowitsch Surganow zwischen dem 26. Dezember 1976 und dem 28. Februar 1977 gemeinsam mit Zinaida Michailowna Bytschkowskaja als kommissarischer Vorsitzender des Präsidiums des Obersten Sowjet der Weißrussischen SSR, ehe Iwan Ewtejewitsch Poljakow die Nachfolge Surganows antrat.

### Ehrungen und Auszeichnungen
Lobanok wurde für seine Verdienste mehrfach ausgezeichnet und erhielt neben dem Titel Held der Sowjetunion auch drei Mal den Leninorden, den Orden der Oktoberrevolution, den Rotbannerorden, den Suworow-Orden, den Orden des Vaterländischen Krieges I. Klasse, drei Mal den Orden des Roten Banners der Arbeit, den Orden der Völkerfreundschaft, die Jubiläumsmedaille „Zum Gedenken an den 100. Geburtstag von Wladimir Iljitsch Lenin“, die Medaille „Partisan des Vaterländischen Krieges“ Erster und Zweiter Klasse, die Medaille „Sieg über Deutschland“, die Medaille „20. Jahrestag des Sieges im Großen Vaterländischen Krieg 1941–1945“, die Medaille „30. Jahrestag des Sieges im Großen Vaterländischen Krieg 1941–1945“, die Medaille „Für heldenmütige Arbeit im Großen Vaterländischen Krieg 1941–1945“, die Medaille „Veteran der Arbeit“, die Medaille „50 Jahre Streitkräfte der UdSSR“ sowie die Medaille „60 Jahre Streitkräfte der UdSSR“.